# Ennio Santucci
Ennio Santucci (Atri, 18 aprile 1914 – Roma, 1988) è stato un dirigente d'azienda italiano.
Dal 1971 al 1983 è stato presidente e amministratore delegato della società Autostrade per l'Italia S.p.A..

## Biografia
Figlio di Ettore. Laureatosi a Torino, presso il Politecnico, in Ingegneria industriale (Industria elettrotecnica) il 26 ottobre 1939
Fu capo segreteria tecnica (1959) e direttore tecnico (1962) per la Società Idroelettrica Piemonte (SIP) di Torino.
Passò all'Enel nel 1964 come direttore del compartimento di Torino per Piemonte, Val d'Aosta, Liguria.
Dal 1971 al 1983 fu presidente e amministratore delegato della società Autostrade per l'Italia S.p.A.; inoltre dal 20 giugno 1972 fu vicedirettore dell'AISCAT per il triennio 1972/'74.